# USS Guitarro (SSN-665)
USS Guitarro (SSN-665) – amerykański myśliwski okręt podwodny z napędem atomowym typu Sturgeon. Wyposażony był w pociski przeciwokrętowe Harpoon oraz rakietowe pociski przeciwpodwodne SUBROC z głowicą jądrową W55 o mocy 5 kT, a także w 23 torpedy Mk. 48 ADCAP i minotorpedy Mk. 60 Captor. "Guitarro" zwodowano 27 lipca 1968 roku w stoczni Mare Island Naval Shipyard Okręt został przyjęty do służby operacyjnej w marynarce wojennej Stanów Zjednoczonych 9 września 1972 roku, którą pełnił do 29 maja 1992 roku. Przyjęcie jednostki do służby było opóźnione o 32 miesiące z powodu błędu pracowników, który doprowadził do zatonięcia okrętu przy nabrzeżu stoczni 15 maja 1969 roku. Okręt wydobyto na powierzchnię trzy dni później, zaś spowodowane wypadkiem straty oszacowano na kwotę między 15 a niemal 22 mln ówczesnych dolarów.